# 陳本岡
陳本岡（Brian Chan Poon Kong，1984年1月12日—）香港出生，現居於加拿大温哥華，畢業於加拿大溫哥華不列顛哥倫比亞大學地球科學系，是温哥華舉行的2004年度《後浪 DJ 訓練班-Radio Idol》前三甲之一，是加拿大中文電台AM1470的粤語節目主持，也是新時代電視皇牌節目熒幕八爪娛主持，並曾替溫哥華華裔小姐競選、新秀歌唱大賽溫哥華選拔賽等大型節目擔任司儀。

## 現主持節目

### 新時代電視（温哥華）
- 《熒幕八爪娛》

### 加拿大中文電台AM1470
- 《深宵看更 之 bc001》
- 《小心華之里》
- 《潮拜活動 What's On》

## 曾参演/主持節目

### 新時代電視
- 2007年 -《溫哥華華裔小姐競選2007 – 純美搜影》（主持，與張譯文合作）
- 2007年 -《溫哥華華裔小姐競選2007 – 芳華集》（主持）
- 2008年 -《新秀歌唱大賽溫哥華選拔賽2008 – 準決賽》（司儀，與陳星楠合作）
- 2008年 -《新秀歌唱大賽溫哥華選拔賽2008 – 決賽》（司儀，與陳星楠、廖德隆合作）
- 2008年 -《溫哥華華裔小姐競選2008》（司儀，與河國榮、林嘉華合作）
- 2008年 -《百老匯攝影數碼多面睇》（主持）
- 2009年 -《農曆新年特備節目 2009 - 金牛倒數迎新歲》（司儀）
- 2009年 -《新秀歌唱大賽溫哥華選拔賽2009 – 準決賽》（司儀，與阿晨合作）
- 2009年 -《新秀歌唱大賽溫哥華選拔賽2009 – 決賽》（司儀，與阿晨、廖德隆合作）
- 2009年 -《大城小聚》(嘉賓, 與2009新秀三甲及另一司儀阿晨接受訪問）
- 2009年 -《溫哥華華裔小姐競選2009》（司儀，與黃長興、孫青青合作）
- 2009年 -《大城小聚》(嘉賓, 題目: 多啦A夢）
- 2010年 -《農曆新年特備節目 2010 - 虎躍龍騰慶團圓》（司儀）
- 2010年 -《魅力凝聚新時代2010》（司儀，與廖德隆、陳敏愷合作）
- 2010年 -《溫哥華華裔小姐競選2010》（司儀，與鄧建泓、楊飛合作）

### 加拿大中文電台AM1470
- 2004年 - 2006年 -《火速上位》（主持）
- 2006年 - 2009年 -《深宵看更 之 達仁占士癲》（主持，與占史合作）
- 2007年 - 《小小歌皇大比拼2007》（司儀，與阿愷，捷穎合作）
- 2007年 - 《Radio Idol 2007》（司儀，與眾DJ合作）
- 2008年 - 《金鼠迎春賀肥年》（司儀，與眾DJ合作）
- 2009年 - 《金牛獻歲喜迎春》 賀歲舞台劇《零距離 多謝你》（飾演男主角 Issac）

### 中僑互助會
- 2006年 - 2009年 -《中僑百萬行》（表演）
- 2007年 -《歌星歌迷大接觸》 （司儀）

### 其他主辦機構
- 2007年 - 《羅渣士無線通訊飛躍星河選拔賽2007 - 溫哥華準決賽》（司儀）
- 2009年 - 《Millennium Karaoke x UBC CSA Singing Our Love Charity Singing Contest 2009 》（司儀,與毛嘉莉合作 ）

## 電視廣告
- 2007年-《Price Just 4 U 恤衫屋》
- 2008年-《La Moni》
- 2010年-《龍皇鮑翅》

## 参看
- 新時代電視
- 加拿大中文電台
- AM1470
- 溫哥華華裔小姐競選
- 新秀歌唱大賽溫哥華選拔賽

## 外部連線
- 新時代電視温哥華節目主持 - 陳本岡
- 加拿大中文電台AM1470 DJ Profile - 陳本岡 （页面存档备份，存于）
- 温哥華華裔小姐競選2009大會司儀 - 陳本岡 （页面存档备份，存于）
- 新秀歌唱大賽溫哥華選拔賽2009大會司儀 - 陳本岡[永久]
- 加拿大中文電台AM1470/FM96.1官方網站 （页面存档备份，存于）